# 前门清真寺
前门清真寺，位于北京市西城区扬威胡同9号，是一座伊斯兰教清真寺。

## 历史
前门清真寺原来寺门南临笤帚胡同，曾名笤帚胡同清真寺。2000年改名为前门清真寺。该寺建于明朝末年，清康熙十九年（1680年）、乾隆六十年（1795年）重修。该清真寺原存有蕃人华巴巴手抄本《古兰经》一本，硬木经箱一个。1937年以前，来该寺礼拜的多是廊房二条从事珠宝玉石业的回民。1949年之后，该寺一度改作他用。1987年，该寺恢复宗教活动。
1988年7月，笤帚胡同清真寺回民幼儿园成立，招收本地区回族儿童数十人。在积累资金后，笤帚胡同清真寺又办起清真早点铺。后来又添办清真牛羊肉铺。清真寺的年利润达到1万元左右。同清真寺利用剩余资金，先后修复礼拜殿地板、水房子、茶炉，还将门楼、中院的南北讲堂、礼拜殿中顶全用琉璃瓦铺挂。
2009年，宣武区财政拨付专项资金近千万元，修缮前门清真寺，工程于2009年3月开工。

## 建筑
前门清真寺占地面积约1800平方米。采用北京传统四合院形制，砖瓦结构。整个清真寺坐西朝东，两进院落。正门为三座砖砌封火式门楼，正中间门楣上刻有“清真礼拜寺”（上款为“康熙庚申年重修”，下款为“乾隆乙卯年孟夏重修”）。正门内南为沐浴室，北为门房。前院较小，向西有三间过厅通往里院。
里院平面呈正方形，北房三间是阿訇室。正西是礼拜殿，进深六间，前部面阔三间，后部面阔五间，由6个勾连搭硬山顶组成。四壁悬挂有多幅阿拉伯文匾，券门西侧带有青石浮雕，抱厦的隔扇门上有木刻“一利万代”图案。礼拜殿西接六角琉璃瓦顶的窑殿。